# Långö naturreservat
Långö är ett naturreservat i Almundsryds socken i Tingsryds kommun i Småland (Kronobergs län).
Området är skyddat sedan 1986 och är 57 hektar stort. Det är beläget väster om Urshult i en sydlig vik av sjön Åsnen och består av några öar och vattenområden. Syftet med reservatet är att bevara öarnas urskogskaraktär samt gynna ett fortsatt rikt fågelliv.
I naturreservatet ingår Långö, Uvö och några småöar med kringliggande vattenområden. På öarna växer blandskog och tallskog.
Långö är 10 hektar stor och Södra Uvö 4 hektar. Öarna är kuperade och skogbevuxna. På Långö är tallskogen från senare delen av 1800-talet. Markskiktet domineras av blåbär, lingon, kråkbär och ljung. I övrigt växer rikligt med Linnéa, Smålands landskapsblomma.